# بوگانیدا
بوگانیدا (روسی: Боганида) یک رودخانه در سرزمین کراسنویارسک کشور روسیه است.